# Alyssum tortuosum
Alyssum tortuosum är en korsblommig växtart som beskrevs av Franz de Paula Adam von Waldstein-Wartemberg, Pál Kitaibel och Carl Ludwig von Willdenow. Alyssum tortuosum ingår i släktet stenörter, och familjen korsblommiga växter.

## Underarter
Arten delas in i följande underarter:
- A. t. caliacrae
- A. t. cretaceum
- A. t. savranicum
- A. t. tortuosum

## Bildgalleri

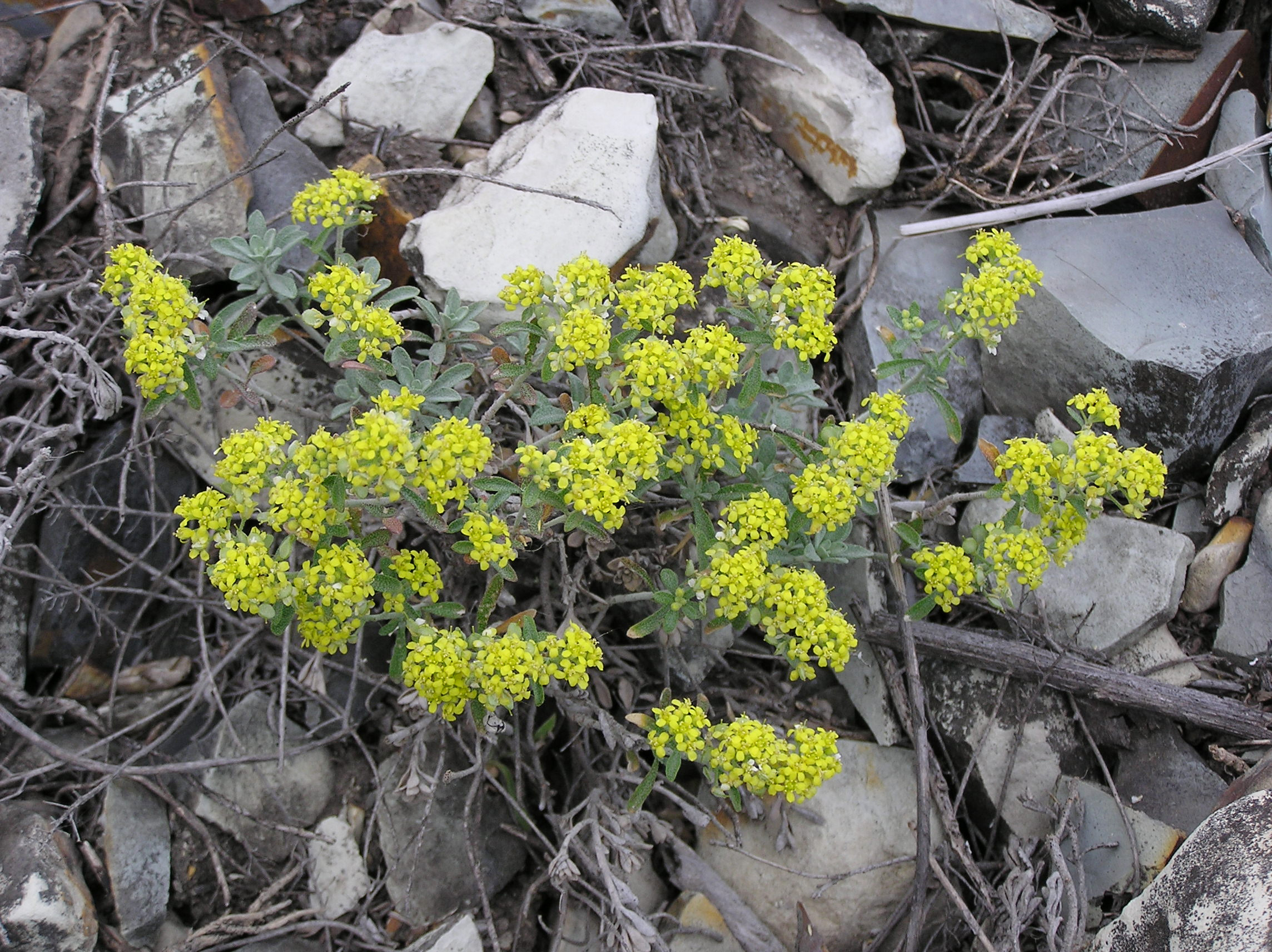
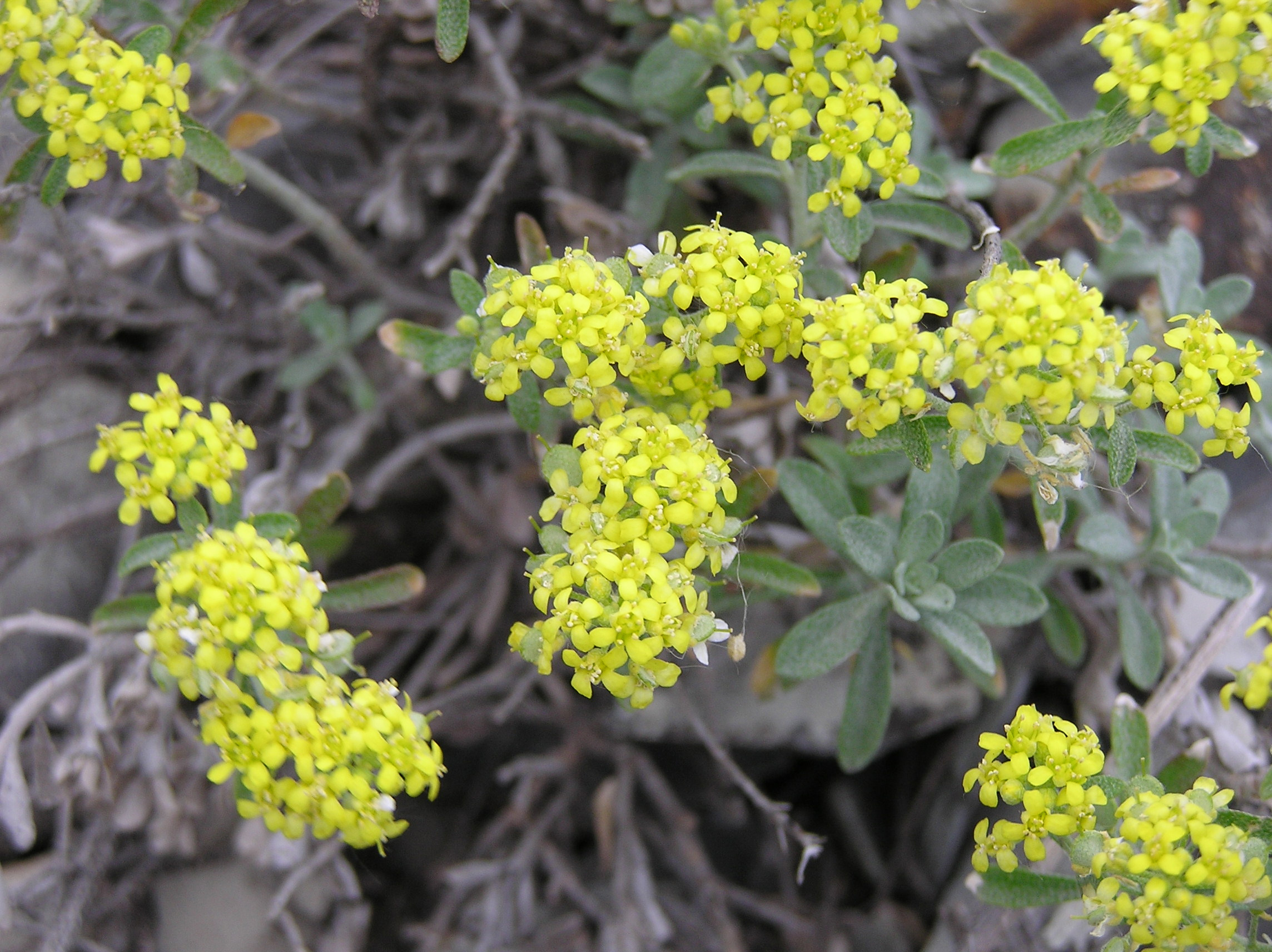
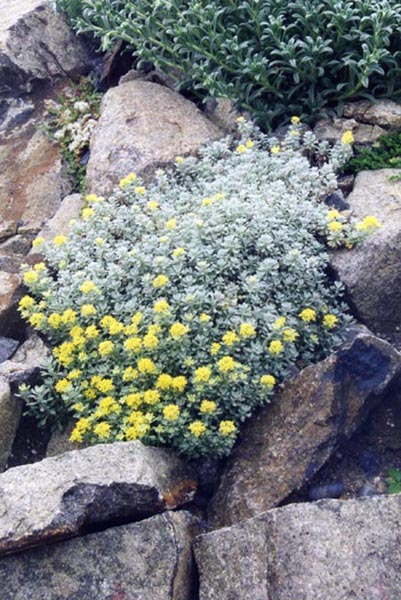